# Carlos Fabião
Carlos Alberto Idães Soares Fabião (Lisbonne, 9 décembre 1930 - 2 avril 2006) était un militaire et homme politique portugais, membre de la Junta de Salvação Nacional.
Il entre en 1950 à l'école militaire. En décembre 1973, il dénonce dans une classe de l'institut des hautes études militaires, la préparation d'un coup d’État de droite, qui serait mené par Kaúlza de Arriaga (en).
Il a fait partie du « mouvement des capitaines », qui a fait tomber le régime lors de la révolution des œillets en 1974.
Il fut gouverneur de la Guinée portugaise du 7 mai 1974 au 15 octobre 1974. Il fit partie de la Junta de Salvação Nacional, en tant que conseiller d’État, puis à partir du 14 mars 1975, du Conseil de la révolution.
En décembre 1993, il passe en réserve, avec le grade de lieutenant-colonel et décoré de la médaille de grand officier de l'ordre de la liberté.